# The Real World
The Real World ist eine US-amerikanische Fernsehsendung, die im Jahr 1992 erstmals ausgestrahlt wurde und bis heute Bestand hat. Sie ist eine der erfolgreichsten Ausprägungen des sogenannten Reality-TV und wurde bis 2017 vom Sender MTV ausgestrahlt. Im Jahr 2018 wurde das Format an Facebook Watch verkauft; dort wurde 2019 die 33. Staffel ausgestrahlt.
In der Show wird eine Gruppe einander unbekannter Personen in einem Haus rund um die Uhr gefilmt. Die attraktivsten Szenen werden zusammengeschnitten, mit Hintergrundmusik unterlegt und dadurch dramatisiert. Die Mitglieder sind dabei nicht von der Außenwelt abgeschnitten, sondern können das Haus jederzeit verlassen.
Jedes Jahr wechselt die Show in eine andere Stadt in den Vereinigten Staaten, einige Folgen wurden auch im Vereinigten Königreich, in Frankreich und in Australien gedreht.
Im Herbst 1994 strahlte der Pay-TV-Sender Premiere (heute SKY) "Das wahre Leben" aus, eine deutsche Adaption von The Real World. Es entstand eine Staffel, die in Berlin gedreht wurde.

## Kritik
Das Konzept von „The Real World“ erinnert stark an eine niederländische Show mit dem Namen Nummer 28, die bereits 1991, also ein Jahr vor ihrer Erstausstrahlung, gesendet wurde. Daher wurde gegen die Produzenten der Vorwurf des Plagiats erhoben.
Eine weitere Kritik richtete sich gegen die Produktplatzierung, die in der Sendung betrieben wurde. So wurden angeblich in den Zusammenschnitten, die tatsächlich ausgestrahlt wurden, Szenen bevorzugt, in denen die Teilnehmer Produkte bestimmter Marken benutzen, die dafür Geld bezahlt hatten.

## Bekannte Mitwirkende
- Heather B. (1. Staffel), Rapperin
- Jacinda Barrett (4. Staffel), Schauspielerin und Fotomodell
- Sean Duffy (6. Staffel), Abgeordneter im US-Repräsentantenhaus
- Mike Mizanin (10. Staffel), Wrestler
- Jamie Chung (14. Staffel), Schauspielerin
- Heather Cooke (25. Staffel), Fußballspielerin